# Carmen Velásquez
Carmen R. Velásquez es una jueza de la Corte Suprema en el 11º distrito del Estado de Nueva York desde enero de 2015. También ha sido jueza para la Corte Civil de la Ciudad de Nueva York del Condado de Queens previo a su elección. Velásquez es la primera ecuatoriana en ser jueza para la Corte Civil y la Corte Suprema del Estado de Nueva York.

## Biografía
Carmen Velásquez nació en Quito, Ecuador, el 30 de mayo de 1960. Su familia emigró a Queens, Nueva York en 1975, cuando ella tenía 14 años. Velásquez se graduó de Long Island City High School en 1978. Recibió el grado Bachelor of Arts de John Jay College of Criminal Justice en 1984, y el título de Juris Doctor de la Escuela de Leyes de la Universidad de Temple 1987. La Juez Velásquez también estudió en la Escuela de Leyes de la Universidad de Atenas durante el verano de 1985. Ella también ha trabajado como interno para el 1er Departamento de la División Apelativa del Estado de Nueva York durante el verano de 1986.

## Carrera legal
Velásquez fue Abogada Asistente de Distrito del Condado del Bronx desde 1987 hasta 1988. Posteriormente, trabajó en el Departamento de Sanidad de Nueva York, en la Agencia de Asuntos Legales, como Defensora Asistente de Departamento del Distrito desde 1988 a 1989, y como Defensora Diputada de Departamento desde 1989 a 1991. Desde 1991 hasta el 2008 trabajó como abogada en una firma privada en Queens, Nueva York. Entre el 2000 y el 2002 fue profesora Adjunta en John Jay College of Criminal Justice. En noviembre de 2008 fue elegida para un plazo de 10 años como Juez de la Corte Civil para el Estado de Nueva York, dese 2009 al 2018, sirviendo hasta que 2014, siendo la primera ecuatoriana en ser electa para el cargo en los Estados Unidos.
En el 2014, Velásquez postuló para el cargo de Juez en la Corte Suprema del Estado de Nueva York, para el 11 Distrito, en competencia con 8 candidatos por 4 puestos disponibles. El 4 de noviembre de 2014, obtuvo el cargo, con un 14.3 % de los votos totales, ejerciendo a partir de enero de 2015 en la Corte de Long Island, en el Condado de Queens, por un periodo de 14 años, culminando en diciembre de 2028. Velásquez es la primera ecuatoriana en ser electa por voto general, y en obtener el título de Juez Suprema en el Estado de Nueva York. A partir de enero de 2016, Velásquez ejerce en la Corte General de Queens en Jamaica, Queens, NY.

## Premios
En el 2011 Carmen Velásquez recibió el Premio de Servicio Público Excepcional del Congresista de EE. UU. Joseph Crowley. También ha recibido reconocimientos múltiples del gobierno Ecuatoriano, así como diversas organizaciones de otros países latinoamericanos desde el 2003. Velásquez ha también recibió distinciones del Asambleísta Estatal Michael Dendekker, quien inició y apoyó su candidatura al cargo de Juez Suprema; Jose Peralta, Representante del 13º  Distrito de Nueva York; el asambleísta Francisco Moya, y la Miembro de Ayuntamiento de Nueva York Julissa Ferreras en 2014; así como del senador estatal Brian Stack en el mismo ano, Linda Machado de la Asamblea de Ecuador en 2012, del Congresista Joseph Crowley en 2011, y del Miembro del Ayuntamiento de la Nueva York Peter Vallone Jr. Durante su carrera, Carmen Velásquez se ha involucrado en el defensa y la mejora de los derechos civiles para inmigrantes, obteniendo diversos premios de la comunidad ecuatoriana y latina en Nueva York.
Velásquez es también un Miembro Fundador, y Tesorera y Presidente Pasados de la Asociación Latina de Abogados del Condado de Queens, establecido en 1997. Es también una miembro y Presidente Pasado de la Colegio Nacional de Abogados Hispano, Región de Nueva York. También fundo el Club hispanoamericano en Long Island City Highschool, siendo actualmente asesora de la organización.

### Otros reconocimientos
- Certificado de Mérito de parte de La Asociación Americana de Jueces (2015)
- Certificado de Mérito de Organización estudiantil SEEK de la Universidad City College, CUNY (2015)
- Proclamación de parte del Asambleísta de Nueva York Michael G DenDekker (2014)
- Medalla de Honor de la Confederación de Periodistas del Ecuador, Capítulo de Nueva York (2014)
- Reconocimiento en Washington D. C. del Consejo Nacional Peruano Americana (PANC) (2014)
- Mujer del Año por Guayaquil Independiente Club, Nueva York (2013)
- Premio de Reconocimiento por el Colegio de Abogados Puertorriqueños (2013)
- Reconocimiento del Concejo General de Ecuador en Connecticut. (2013)
- Reconocimiento por parte de la Coalición de Cámaras de Comercio Hispanas del Estado de Nueva York (2013)
- Premio de Sobresaliente servicio Público presentado por el congresistas Joseph Crowley, NY (2011)
- Premio a la Mejor Líder de la Comunidad por Universo Nespaper, Nueva York (2011)
- Premio de Reconocimiento del el Congreso de Ecuador (2010)
- Premio de Reconocimiento de la Asociación de Abogados Latinos de Queens (2009)
- Premio de Servicio 2003-2009 por La Guardia Community College (2009)
- Líder de la Comunidad y el Premio Activista por New Visions Club Democrático (2008)
- Mención de la concejal Peter F. Vallone Jr. (2008)
- Certificado de Reconocimiento y agradecimiento de la concejal Hellen Serars (2008)
- "Mujer Destacada 2006" Mujeres Distinguidas (2006)